# Sejdżio i jej bobry
Sejdżio i jej bobry (też Przygody Sajo i małych bobrów, ang. The Adventures of Sajo and her Beaver People) – powieść przygodowa, autorstwa kanadyjskiego pisarza, znanego pod pseudonimem Grey Owl (Szara Sowa), wydana po raz pierwszy w 1935 roku, z ilustracjami samego autora. Książka jest rodzajem apelu o ratowanie prawie doszczętnie wytrzebionych w Ameryce Północnej bobrów.
W Polsce ukazywała się drukiem kilkukrotnie, w latach: 1938, 1939, 1946, 1957, 1984, 1989, 1997 i 2008. 
Zgodnie ze stwierdzeniem autora, wydarzenia opisane w niej są prawdziwe, chociaż następowały czasem w innym porządku. To, co w niej opisane, widział on sam, albo słyszał osobiście od ludzi, o których opowiada.

## Fabuła
Historia przyjaźni jedenastoletniej indiańskiej dziewczynki i jej starszego brata Szejpiana z parą młodych bobrów (Czilawi i Czikani), którym ojciec dzieci wcześniej ocalił życie. Gdy życie zwierzątek staje się zagrożone, rodzeństwo opuszcza dom w kanadyjskiej puszczy i rusza ich śladem aż do miasta białych ludzi, narażając się po drodze na wielkie niebezpieczeństwa, ale i zaznając ludzkiej dobroci i szlachetności.